# Дільниця VI Броновиці

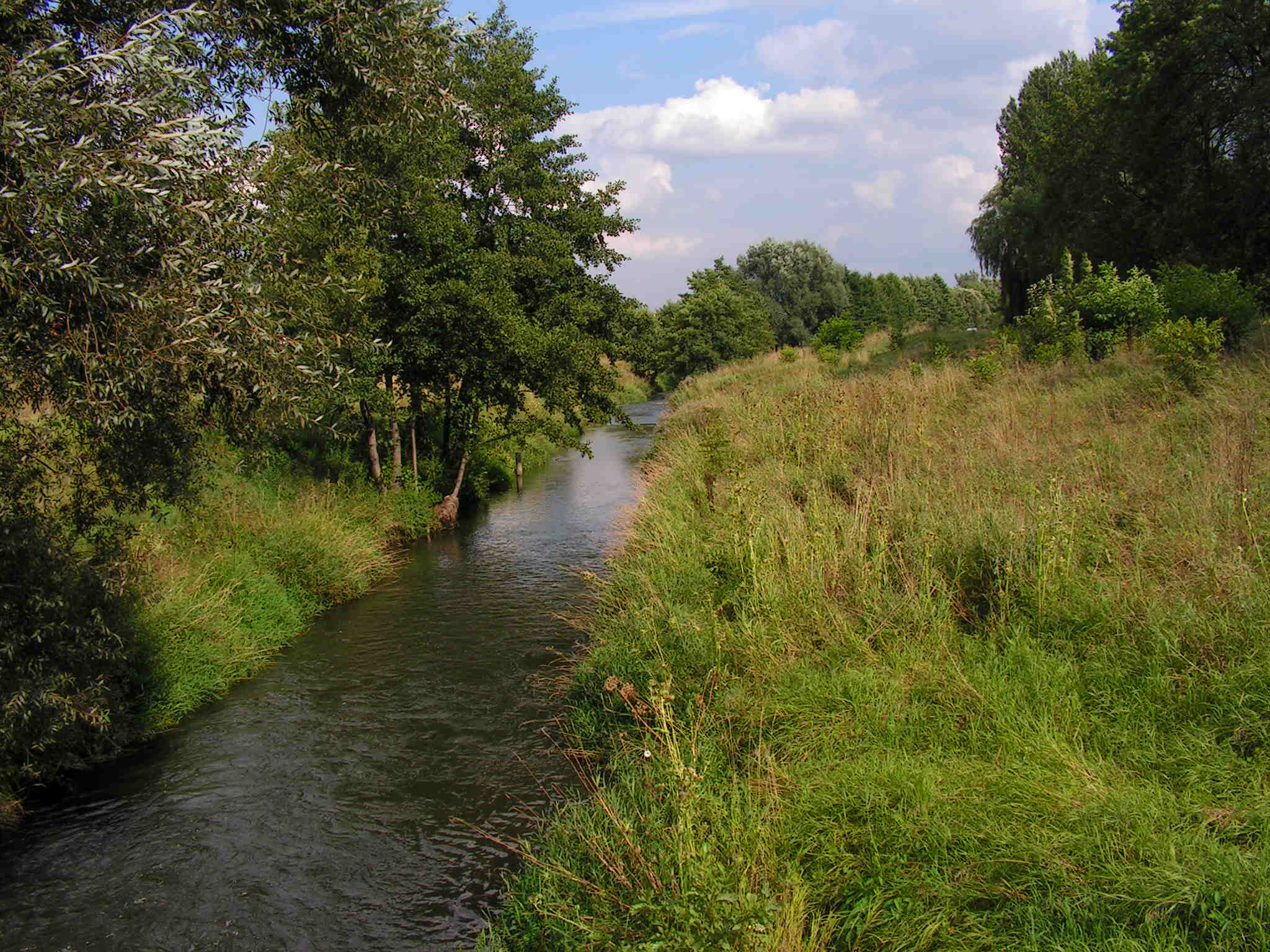
Рудава

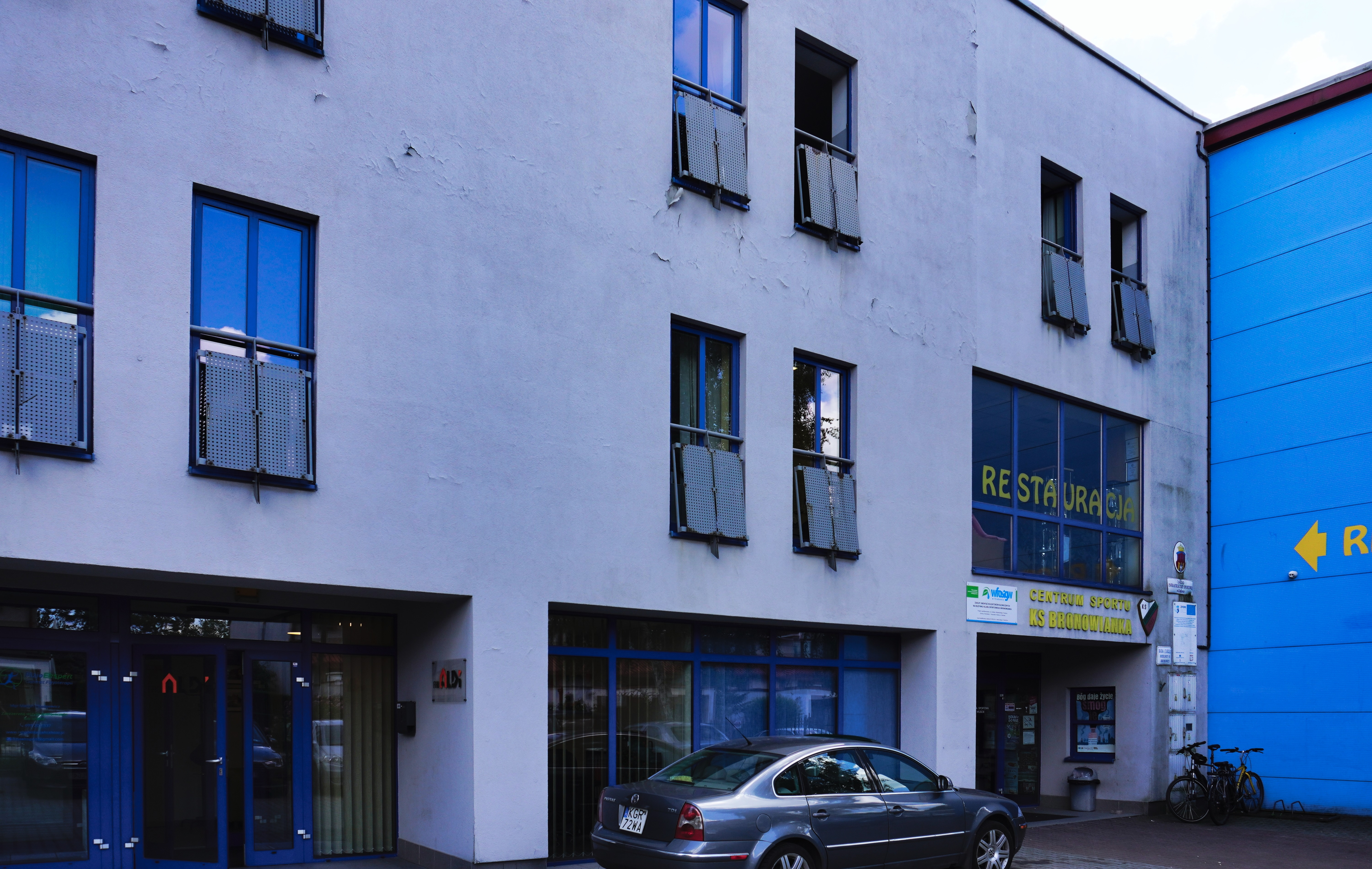
Будівля КС Бронов'янка на вул. Zarzecze 124A, офіс уряду Дільниці VI Броновіце

Дільниця VI Броновиці (пол. Dzielnica VI Bronowice) — дільниця (район), допоміжна одиниця ґміни Краків. Назва походить від села Броновиці (пол. Bronowice) (Броновиці-Малі (пол. Bronowice Małe) входять до її складу; Броновиці-Великі (Bronowice Wielkie) є частиною дільниці Пронднік Бяли). До 1990 року вона знаходилася у великій Кроводжі.

## Офіс уряду
вул. Zarzecze 124 A, 30-134 Краків.

## Демографія
Останніми роками кількість мешканців Броновіце дещо зросла завдяки міграції переважно з Кроводжи та Старого міста.

## Житлові масиви та звичайні міські одиниці
- Броновиці Малі (Bronowice Małe)
- Мидльники
- Житловий масив Bronowice Nowe (Osiedle Widok)
- Житловий масив Widok Zarzecze
- Bronowice Małe Wschód (загальна назва уживається деякими мешканцями; інші назви: Osiedle Bronowickie, Osiedle Rydla)

## Навчальні заклади Броновіце

### Садки
- Дитячий садок №38 вул. Яблонковська 39
- Дитячий садок № 77, вул. Ядвіга з Лобзова 30
- Дитячий садок № 82, вул. Гловацького 2
- Дитячий садок № 137, вул. На Блоні 15c
- Некомунальний дитячий садок Гвяздечка, вул. Катовіце
- Некомунальний дитячий садок Гвяздечка — Leśny Domek, вул. Тетмайера 71

### Школи
- Початкова школа №93 ім. Лучан Ридель, вул. Szlachtowskiego 31
- Початкова школа № 153 ім. О. проф. Юзефа Тішнера, вул. На Błonie 15d
- Початкова школа №50 ім. Влодзімєж Тетмаєр, вул. Катовицька 28
- Початкова школа № 138 ім. ВПС Польщі, вул. Wierzyńskiego 3
- Спілка шкіл загальноосвітніх №7 вул. Золотий Ріг 30,
  - XVII ЗОШ ім. Молода Польща
  - Гімназія No18
- Спілка шкіл загальноосвітніх № 8 вул. Na Błonie 15b
  - XVIII ЗОШ ім. проф. Краківська академія св. Ян Канті
  - Гімназія №19

## Транспорт
Трамваї:
- Петля Bronowice: лінії 13, 14
- Петля Bronowice Małe : лінії 4, 8, 24, нічна лінія: 64

Автобуси:
- Петля Bronowice Małe : маршрути 120, 172, 218, 228, 230, 238, 248, 258, 268, 278, 572, нічний маршрут: 910, 948
- Пересадковий вузол Bronowice SKA : лінії 120, 172, 173, 230, 238, 248, 258, 268, 278, 310, 501, 572, нічні лінії: 601, 611, 910, 948
- Зупинка Wierzyńskiego (центр міста Мидльники): лінії 139, 218, 228, нічні лінії: 601, 918
- Петля Mydlniki Wapiennik P+R: лінія 139 і нічна лінія 601

Залізничний транспорт:
- Краків Броновіце
- Краків Мидльники
- Краків Мидльники Вапняки
- Краків Заклики — СКА1
- Краків Млинувка — СКА1

## Спорт
У VI дільниці діє спортивний клуб «Бронов'янка», заснований у 1935 році. Його осередок знаходиться на вулиці Зажече, 124а.
Спортивний клуб Bronowice знаходиться на терені сусідньої дільниці IV Пронднік Бяли в Броновиці Великі (Bronowice Wielkie).

## Пам'ятники
- Тетмаєрівка
- садиба Люціяна Риделя — Ридловка
- залишки укріплень Кракова

## Межі дільниці
- Із заходу, від перетину р. Рудави з межею м. Краків, далі на межі м. Кракова у північно-східному напрямку до перехрестя з вул. Пастернік,
- з IV дільницею межує на ділянці — від перетину межі с м. Краків від вул. Пастернік в напрямку південно-східної та північної сторони вулиць: Пастернік, Радзіковського до Рондо Офіар Катині, її західна та південна сторона повертає на південь і проходить уздовж східної сторони вул. Армії Крайової до перетину із залізничною лінією Краків-Катовіце, далі північною стороною залізничної колії Краків-Катовіце в східному напрямку до місця залізничної колії на вул. Гловацького (вул. Гловацького не пов'язана із залізницею),
- межує з дільницею V на ділянці — від залізничної лінії Краків — Катовіце, на західній стороні вул. Гловацького, потім із західного боку вул. Пястовської до перехрестя з вул. Армії Крайової, потім повертає на захід і проходить північною стороною вул. Армії Крайової до перехрестя з каналізаційним колектором, потім повертає на південь і проходить уздовж осі стічного колектора до перехрестя з вул. Одлєвніча, потім на південь по східній стороні вул. Одлевніча до вул. Хамерня, далі вул. Хамерня до перехрестя продовження вул. Стржельніца з річкою Рудава,
- межує з VII дільницею на ділянці — від перетину р. Рудава з продовженням вул. Стржельніца на захід з середини р. Рудава до перетину з межею м. Краків із західної сторони.

## Інвестиції на терені дільниці
- Salwator Tower на вул. Габріели Запольської
- Salwator City на вул. Станьчика
- Офісні будівлі класу А по вул. Армія Крайова